# Вулиця Винниченка (Луцьк)
Вулиця Винниченка — вулиця в місті Луцьк, що простягається від проспекту Волі і впирається в роздоріжжя вулиць Яровиця та Стрілецької, проспектів Василя Мойсея та Грушевського.
Вулиця названа в честь українського прозаїка, драматурга, художника, політичного та державного діяча — Володимира Винниченка

## Історія
Початкова частина вулиці виникла в кінці XVIII - на початку XIX століття і отримала назву Ковельська. Пізніше була перейменована на Староковельську.
До 1910 року по містку через річку Сапалаївку, що знаходиться по вулиці Винниченка проходила межа міста. Тут стояла арка з двоголовим орлом і з написом «Повітове місто Луцьк».
Поступово з кінця XIX ст. формується вулиця вздовж ділянки за мостом. В 1920 році обидві частини увійшли в склад об'єднаної вулиці, яка називалась Ягеллонською, на честь польського королівського роду. Пізніше стала носити ім'я польського маршала Пілсудського.
В 1940 році була перейменована на Червоноармійську. Під час німецької окупації сучасна вулиця Винниченка мала назву Північна.
За часів Радянського Союзу в післявоєнні роки територія вулиці включала також теперішню вулицю Лесі Українки і називалася Радянська.
Вже в роки незалежної України, частина Радянської вулиці від Театрального майдану до майдану Грушевського була перейменована на вулицю Володимира Винниченка.
На початку вулиці є ряд оригінальних будинків споруджених на початку XIX ст.
15 квітня 2021 року комісія з впорядкування назв вулиць Луцька ухвалила рішення перейменувати частину вулиці на честь Олексія Брися.

## Державні заклади
• Управління МВС України в Волинській обл — вул.Винниченка, 11
• Прокуратура Волинської області — вул. Винниченка, 13
• Обласне Територіальне Відділення Антимонопольного Комітету України — вул. Винниченка, 67
• Волинський обласний фонд підтримки підприємництва — вул. Винниченка, 67

## Навчальні заклади
• Волинська філія Державної Академії статистики, обліку та аудиту держкомстату України — вул. Винниченка, 67
• Волинське відділення Навчально-наукового інституту заочного та дистанційного навчання Київського національного університету внутрішніх справ — вул. Винниченка, 21
• Інститут заочного та дистанційного навчання Національної Академії Внутрішніх Справ України, Волинське відділення — вул. Винниченка, 21
• Університет сучасних знань, Луцька філія — вул. Винниченка, 67/322 
• Навчальний корпус № 1 Волинського національного університету імені Лесі Українки (юридичний факультет, факультет фізичної культури та здоров’я, педагогічний інститут) — вул. Винниченка, 30
• Навчальний корпус № 7 Волинського національного університету імені Лесі Українки (економічний факультет, факультет міжнародних відносин) — вул. Винниченка, 28
• Навчальний корпус № 8 Волинського національного університету імені Лесі Українки (інститут філології та журналістики) — вул. Винниченка, 30а
• Бібліотека Волинського національного університету — вул. Винниченка, 30а

## Заклади харчування
• Кафе «Шоконель» — вул,Винниченка, 23
• Кафе «Бурштин» — вул. Винниченка 67
• Бар «Шервуд» — вул. Винниченка, 24
• Бар «Гамбрінус» — вул. Винниченка 67а
• Бар «Максим» — вул. Винниченка, 24
• Пивна хата «Земан» — вул. Винниченка,69а
• Піцерія «Solo» — вул.Винниченка, 69

## Аптечні заклади
• Аптека «Фарма-Кор» №1 — вул.Винниченка, 47
• Аптека«Сальве» №2 — вул.Винниченка, 20 